# Turó d'en Dori
El Turó d'en Dori és una muntanya de 363 metres que es troba entre els municipis d'Argentona i de Mataró, a la comarca del Maresme.